# Luis VIII de Baviera

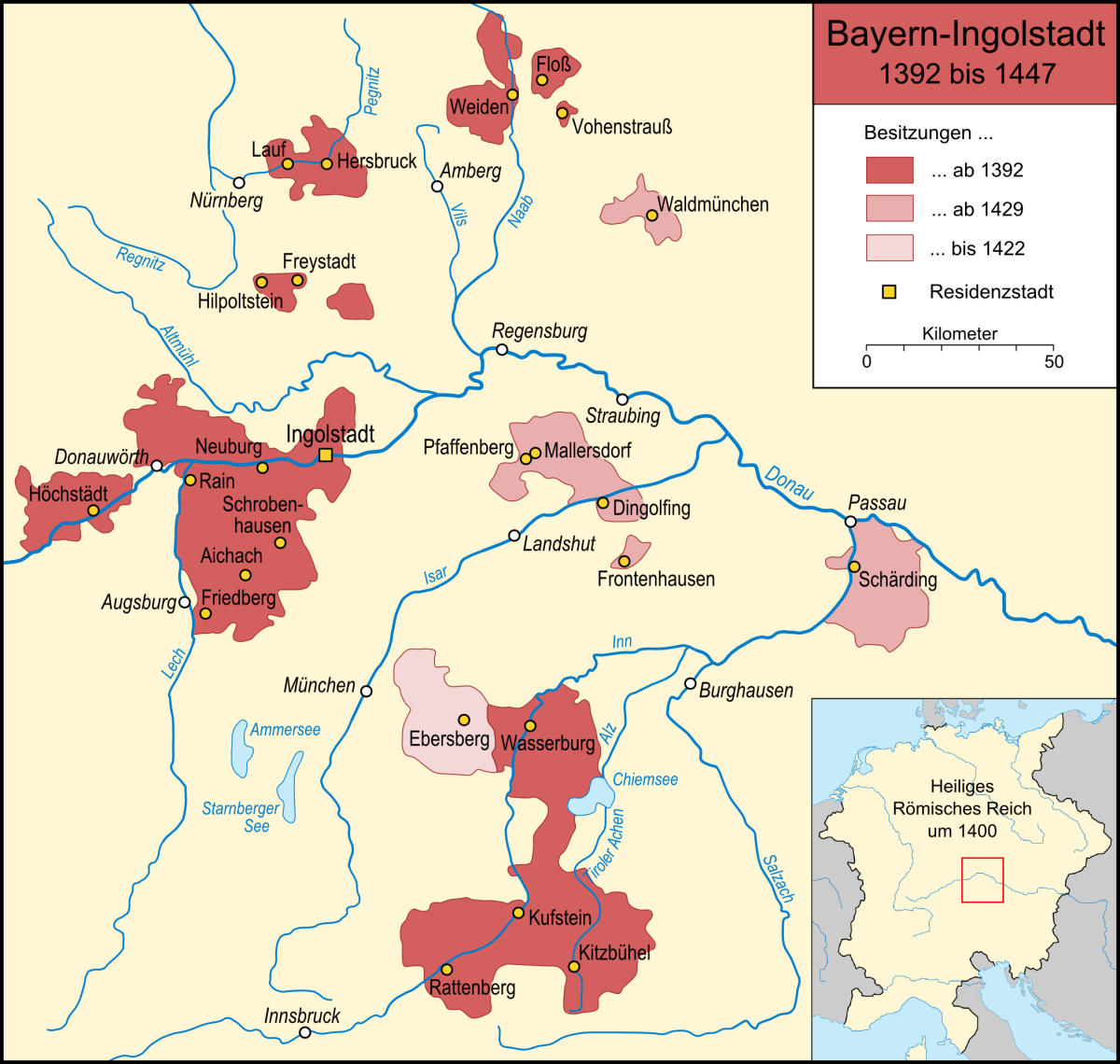
Mapa de Baviera-Ingolstadt (1392-1447).

Luis VIII de Baviera, llamado el Jorobado (en alemán: Ludwig VIII. von Bayern, der Höckrige; París, 1 de septiembre de 1403-Ingolstadt, 13 de abril de 1445), fue duque de Baviera-Ingolstadt desde 1443 hasta su muerte. Nació en París, hijo del duque Luis VII de Baviera y de su primera esposa, Ana de Borbón-La Marche, una hija del conde Juan I de La Marche. Murió en 1445 en Ingolstadt.

## Biografía
Se casó con Margarita de Brandeburgo (1410-27 de julio de 1465), hija del elector Federico I de Brandeburgo, el 20 de julio de 1441. Desde 1438, Luis había estado luchando con su padre, Luis VII, quien dio una preferencia indebida a otro hijo, ilegítimo. Luis se alió con Enrique XVI de Baviera-Landshut contra su padre, quien fue finalmente tomado prisionero en 1443, pero Luis VIII murió dos años después. Cuando Luis VII también murió en 1447, Enrique finalmente sucedió en Baviera-Ingolstadt.